# Fürstentum Jersika
Koordinaten: 56° 15′ 15,5″ N, 26° 11′ 55,7″ O
Das Fürstentum Jersika oder Gerzike (Gerseka, Gercike, Berzika) war ein Fürstentum der russischen Rurikiden auf dem Gebiet Lettlands mit Zentrum in Jersika an der Düna. Jersika liegt ungefähr 10 km südlich von Līvāni, 165 km von Riga entfernt in Lettgallen.

## Jersika vom 10. bis zum 13. Jahrhundert

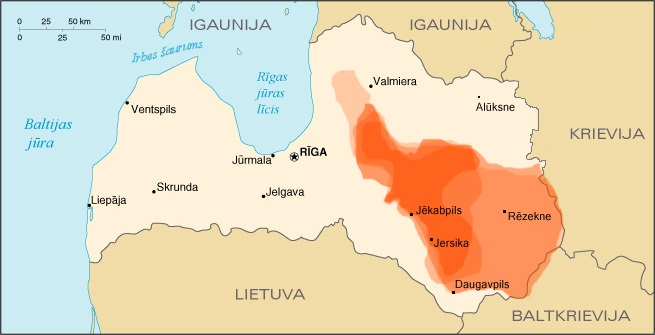
Jersika im 12. Jahrhundert

Die einheimischen Lettgallen und Letten waren seit dem 10. Jahrhundert den Fürsten von Polozk tributpflichtig. Um die Region zu schützen und Tribut einzusammeln, gründeten die russischen Rurikiden die Burgen Jersika (siehe Burgwall Jersika) und Koknese, die zu Zentren der jeweiligen Fürstentümer wurden. Bis Anfang des 13. Jahrhunderts blieb Jersika in tributärer Abhängigkeit vom Großfürsten in Polozk, ebenso wie auch das Fürstentum Koknese und die livischen Gebiete an der Mündung der Düna. Der letzte Herrscher von Jersika war Wsewolod (in den deutschen Chroniken Vissewalde, lettisch Visvaldis).

## Der Kriegszug gegen Jersika

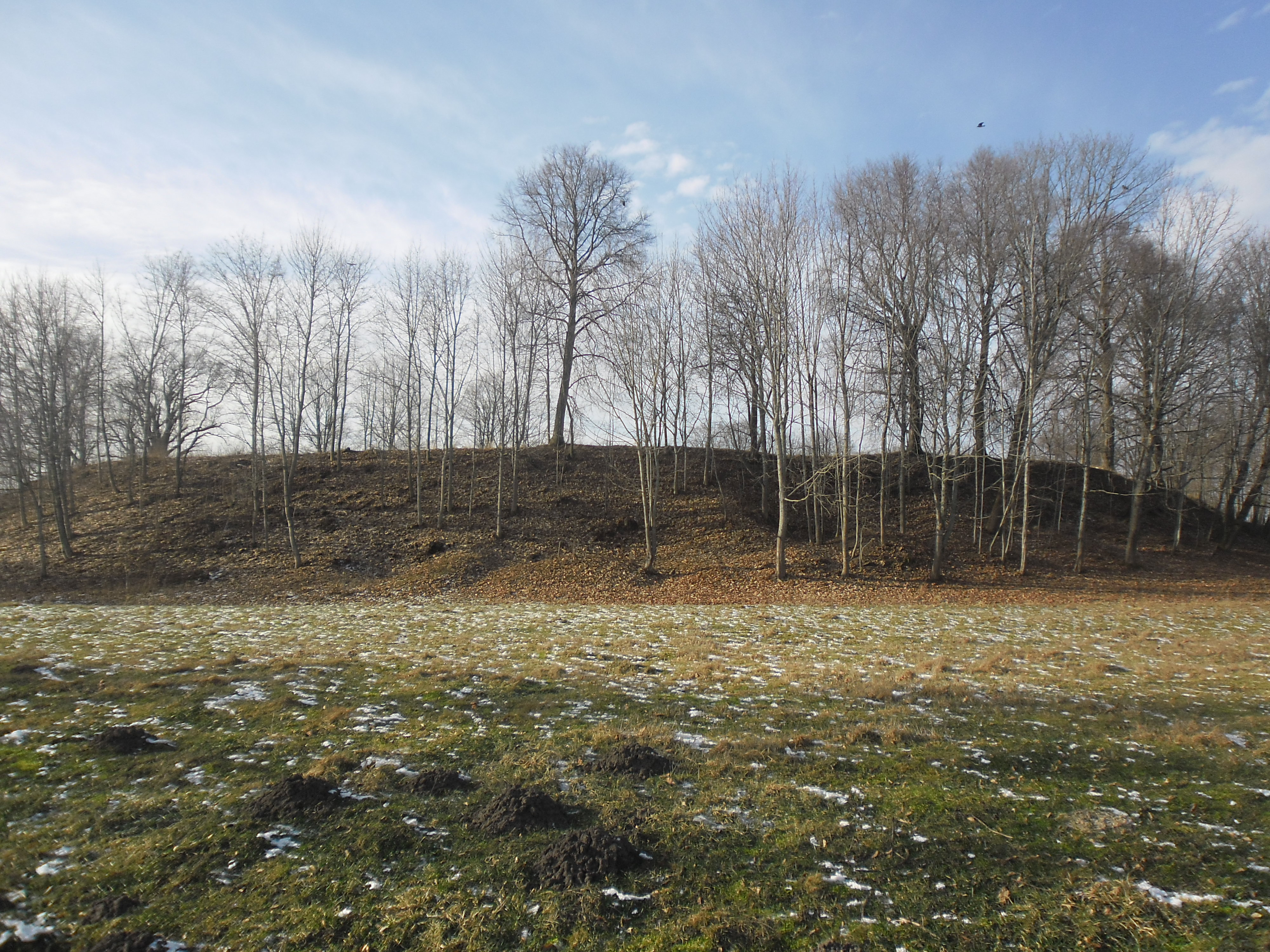
Burgwall Jersika

Die Politik des Bischofs Albert von Livland (1199–1229) war darauf gerichtet, das neugegründete Riga abzusichern, das 1203 von Wsewolod angegriffen wurde. Um dieses zu erreichen, musste er seine Herrschaft auf Jersika ausdehnen. Von 1203 bis 1209 bekämpften Bischof Albert und der Schwertbrüderorden das Fürstentum Jersika und die verbündeten Litauer. Bei einem Kriegszug im Herbst 1209 nahm das Heer des Bischofs Stadt und Burg Jersika ein und brannte sie nieder. Wsewolods Frau, die Fürstin von Jersika, wurde gefangen genommen.

## Jersika als Vasallenstaat der Kreuzritter
Nach dieser Niederlage war Wsewolod 1209 gezwungen, das Friedensdiktat des Bischofs von Livland anzunehmen. Er musste sein erbliches Fürstentum dem Bischof schenken und bekam nur einen Teil, der noch beim russisch-orthodoxen Glauben geblieben war, als Lehen zurück. Es war ein feudum oblatum. Als Investitursymbole wurden in diesem Falle drei Fahnen benutzt. Die persönliche Unterwerfung des Königs geschah in der Form von Kommendation. Durch die Schenkungsurkunden von 1224 und 1230 verlor der Fürst weitere Territorien zugunsten der deutschen Ritter und der katholischen Kirche. Ein Dokument von Jahre 1239 bezeugt das Ende des Fürstentums Jersika.